# Mazanina

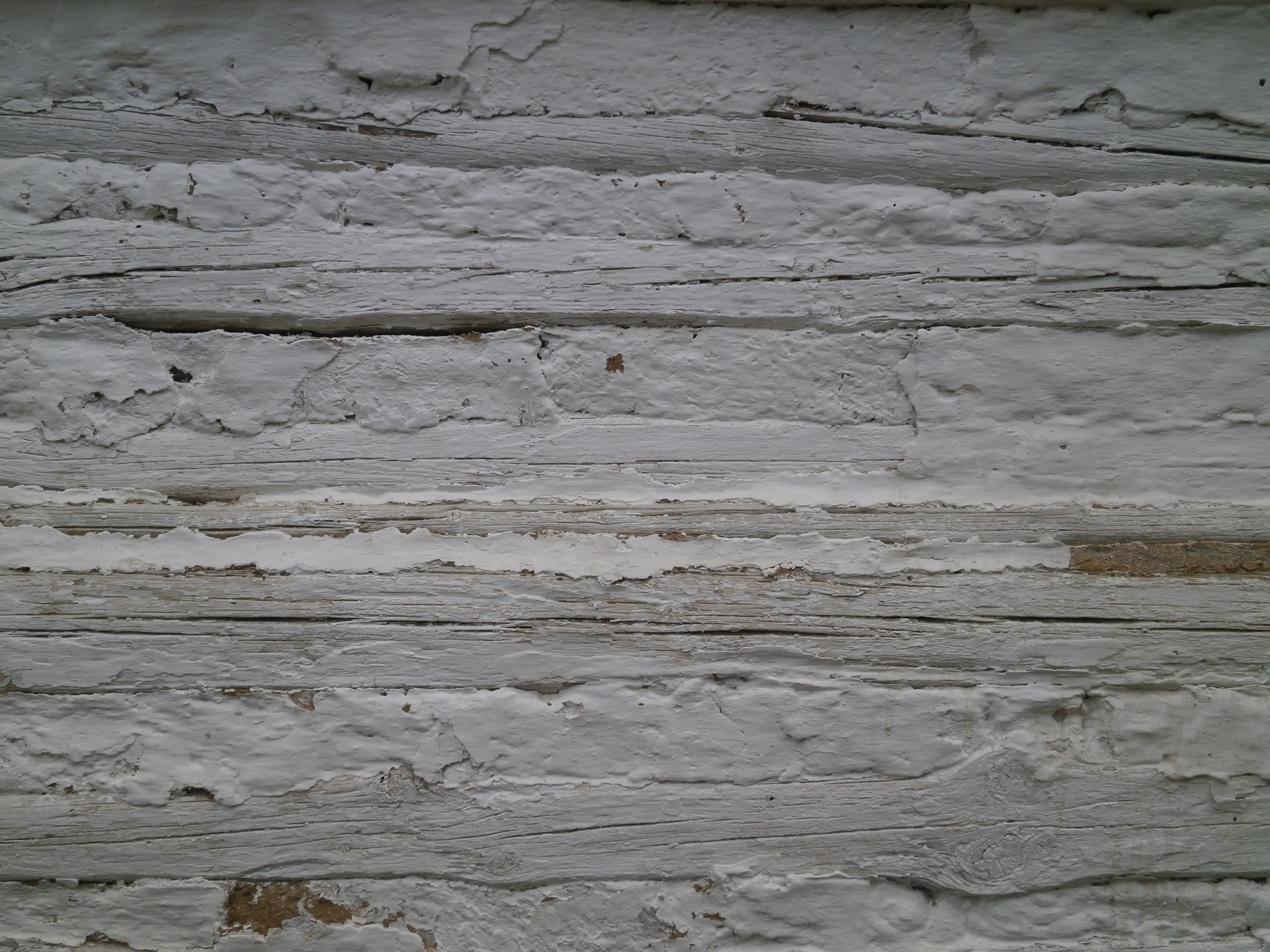
Detail roubené konstrukce utěsněné mazanicí (Svobodín)

Mazanina nebo mazanice je historický doplňkový stavební materiál. Jedná se o kvalitní hrnčířskou hlínu rozmíchanou s plevami, kterou se často utěsňovaly spáry dřevěných konstrukcí nebo se s ní i celé dřevěné konstrukce nahazovaly jako protipožární ochrana. Také občas tvořila výplně hrázděného zdiva a v interiérech dřevěných budov se často nahazovala na stěny a na ní se pomocí tzv. pekování (tj. vytvoření sítě jamkovitých vrypů špičatým nástrojem za účelem dobrého spojení nové omítkové vrstvy s podkladem) nahazovala omítka. Používala se i ve zděných stavbách např. jako ochrana před zatékáním na stropech sklepů pod volným prostranstvím. Archeologové její pomocí určují zánik historické stavby (např. hradu či tvrze) požárem – pokud byla při stavbě budovy použita, tak se v případě požáru vypálila a vypálená mazanice zůstává na místě takto zaniklé budovy.